# José Guadalupe Cervantes Corona
José Guadalupe Cervantes Corona (Teúl de González Ortega, Zacatecas; 24 de mayo de 1924 - Zacatecas, Zacatecas; 13 de marzo de 2013) fue un profesor, licenciado y político mexicano. Gobernador del Estado de Zacatecas de 1980 a 1986.
José Guadalupe Cervantes Corona fue miembro del Partido Revolucionario Institucional, el que lo postuló a todos los cargos que ocupó con el apoyo directo del Presidente José López Portillo y Pacheco, sus cargos  que estuvo: Director de Educación Pública del Estado, Oficial Mayor, Diputado local y federal, Senador por su estado de 1976 a 1980. Fue postulado candidato a Gobernador de Zacatecas, ganó la elección y gobernó el estado entre 1980 y 1986.
Aunque permaneció alejado de la política,  en 2004 no causó sorpresa su renuncia al Partido Revolucionario Institucional, ya que respaldaba al Partido de la Revolución Democrática (PRD) para postular a Amalia García Medina.
José Guadalupe Cervantes Corona falleció en su domicilio en Zacatecas, debido a complicaciones de salud, que desde hace años lo aquejaban.